# Lajedinho
Lajedinho är en kommun i Brasilien.   Den ligger i delstaten Bahia, i den östra delen av landet, 800 km nordost om huvudstaden Brasília. Antalet invånare är 3 930.
Omgivningarna runt Lajedinho är huvudsakligen savann. Runt Lajedinho är det mycket glesbefolkat, med 4 invånare per kvadratkilometer.